# Махини, Хоссейн
Хоссе́йн Махини́ (перс. حسین ماهینی‎; 16 сентября 1986, Бушир, Иран) — иранский футболист, правый защитник клуба «Персеполис» и сборной Ирана. Бронзовый призёр Азиатских игр 2006 года в составе олимпийской сборной Ирана (до 23).

## Клубная карьера
7 июля 2012 года подписал двухлетний контракт с одним из топ-клубов Ирана — «Персеполисом». Махини славится своей скоростью и отбором. 2 мая 2014 года Махини продлил свой контракт с «Персеполисом» до 2017 года. Однако 20 октября 2014 года он согласился на переход в аренду в «Малаван», чтобы отслужить свою воинскую повинность, начиная с 1 января 2015 года. В мае 2016 года он вернулся в «Персеполис» после завершения службы в «Малаване». 13 января 2020 года Махини покинул «Персеполис» после того, как провёл 7 лет в клубе.

## Международная карьера
Впервые он был вызван в сборную Ирана Карлушом Кейрошем. Ранее Махини был игроком сборной Ирана среди игроков до 23 лет, в составе которой в 2006 году завоевал бронзовую медаль на Азиатских играх. 1 июня 2014 года Кейруш включил его в состав сборной Ирана на чемпионат мира в Бразилии. Он так и не провёл ни одного матча на том турнире, в котором Иран выбыл на групповом этапе.

## Арест
29 сентября 2022 года Махини был арестован силами безопасности Исламской Республики Иран за выражение солидарности и поддержки иранскому народу в социальных сетях во время протестов. Другие футболисты, такие как Али Карими, Мехди Махдавикия, Мохаммад Тагави, Вурия Гафури и Ареф Голами, отреагировали на его арест и выразили свою поддержку в социальных сетях.

## Достижения
Зоб Ахан
- Лига чемпионов АФК: Финалист 2010

Переполис
- Чемпионат Ирана по футболу: Победитель 2016/17, 2017/17, 2018/19;
- Чемпионат Ирана по футболу: серебряный призёр 2013/14;
- Кубок Ирана по футболу: финалист 2012/13;
- Лига чемпионов АФК: Финалист 2018